# Faraberto di Liegi
Faraberto, in latino Farabertus, (... – 952/953) fu vescovo di Liegi dal 947/948 alla morte e abate di Prüm e Lobbes.

## Biografia
Faraberto probabilmente fu originario della Lotaringia. Dal 935 fu abate di Prüm. Nel 947 o all'inizio del 948 Faraberto divenne il nuovo vescovo di Liegi e Tongeren. Nello stesso periodo fu anche abate di Lobbes. Il 30 aprile del 948 fu menzionato per la prima volta in un documento del re Ottone I, e nel mese di luglio fu presente al sinodo di Ingelheim. Il 4 luglio 952 Ottone I gli diede il monastero di Aldeneik e il monastero di Liegi. Questa fu la sua ultima menzione in un documento. Nell'abbazia di Lobbes, sembra che la disciplina monastica fu molto trascurata durante il suo mandato.
Faraberto morì tra il 952 e il 953 e il suo successore Rather fu nominato nel settembre del 953. Faraberto fu sepolto nella cattedrale di San Lamberto a Liegi.